# Adelaide International II 2023
Das Adelaide International II 2023 war der Name eines Tennisturniers der WTA Tour 2023 für Damen sowie eines Tennisturniers der ATP Tour 2023 für Herren, welche zeitgleich vom 9. bis 14. Januar 2023 in Adelaide stattfanden.

## Herrenturnier
→ Qualifikation: Adelaide International II 2023/Herren/Qualifikation

## Damenturnier
→ Qualifikation: Adelaide International II 2023/Damen/Qualifikation

## Stuhlschiedsrichter
Folgende Stuhlschiedsrichter kamen zum Einsatz (Einzel, Doppel, Qualifikation):
- Yamila Halle
- Simon Cannavan
- Marko Savic
- Thomas Sweeney (Finale Dameneinzel)
- Eva Rungaldier
- Ana Carvalho
- Zhang Juan (Finale Damendoppel)
- Marija Cicak
- Christian Rask
- Adel Nour (Finale Herreneinzel)
- Nacho Forcadell
- Richard Haigh
- Scott Noble
- Miriam Bley
- Thea Finke
- Timo Janzen
- Yuliya Ignatchenko